# Helpis
Genre
Helpis est un genre d'araignées aranéomorphes de la famille des Salticidae.

## Distribution
Les espèces de ce genre se rencontrent en Océanie.

## Liste des espèces
Selon World Spider Catalog (version 18.0, 09/04/2017) :
- Helpis colemani (Wanless, 1988)
- Helpis foelixi Żabka & Patoleta, 2014
- Helpis gracilis Gardzinska, 1996
- Helpis kenilworthi Żabka, 2002
- Helpis longichelis Strand, 1915
- Helpis longipalpis Gardzinska & Żabka, 2010
- Helpis merriwa Żabka & Patoleta, 2014
- Helpis minitabunda (L. Koch, 1880)
- Helpis occidentalis Simon, 1909
- Helpis risdonica Żabka, 2002
- Helpis staregai Żabka & Patoleta, 2014
- Helpis tasmanica Żabka, 2002
- Helpis wanlessi Żabka & Patoleta, 2014
- Helpis wisharti Żabka & Patoleta, 2014

## Publication originale
- Simon, 1901 : Histoire naturelle des araignées. Paris, vol. 2, p. 381-668 (intégral).